# Ангел Беседњак
Ангел Беседњак — Дон (Браник, 15. октобар 1914 — Брежице, 1. новембар 1941), учесник Народноослободилачке борбе и народни херој Југославије.

## Биографија
Рођен је 1914. године у Бранику код Горице. Још од ране младости прикључио се радничком покрету. Године 1928. пребегао је из Италије у Југославију и запослио се у железничкој радионици у Марибору. Тамо је постао секретар организације КПЈ и члан партијског комитета Марибора (Десни Брег). Активно је учествовао у многим штрајковима радника. Члан Комунистичке партије Југославије постао је 1936. године.
Одмах после капитулације Југославије, априла 1941. године, био је међу првим штајерским партизанима, који су се нашли на Похорју. Ступио је у Похорску чету и учествовао у многим борбама против Немаца, у саботажама и другим акцијама. Као митраљезац Штајерског батаљона истакао се нарочито у нападу на Шоштањ, 8. октобра 1941. године.
Најпознатија акција у Штајерској 1941. године била је такозвани Брежишки поход. Тада су јединице под командом Франца Розмана - Станета и јединице Долењске под руководством Михе Маринка продирале по дубоком снегу кроз Савињску долину. У најтежој ситуацији на Лесичју, код Брежица, Беседњак је био рањен. Опкољен, голим рукама се борио са непријатељским војницима док га нису савладали и убили.
Указом председника Федеративне Народне Републике Југославије Јосипа Броза Тита, 27. новембра 1953. године, проглашен је за народног хероја.